# Esti Kornél (személy)
Az Esti Kornél Kosztolányi Dezső novellaciklusa. A főhős Kosztolányi fiktív alteregója. A novelláskötet Első fejezete szerint Esti az író alakmása, énjének, alkatának az a része, melyben lázadó, anarchikus hajlamai gyökereznek, de amelyeket polgárrá válva, a társadalmi közszokásokba belehelyezkedve el kellett fojtania.
„Egy ilyen szenvedélyes sétánkon jöttünk rá arra, hogy mind a ketten egy évben és egy napon születtünk, sőt egy órában és egy percben is: 1885. március 29-én, virágvasárnap, hajnali pont hat órakor.”
A kezdetben ráaggatott cinikus vásottság és gátlástalanság mégsem jellemző Estire: a történetek jelentős részében a hős vonzóbb, emberségesebb énjének parancsára cselekszik, s közben láthatjuk őt kedvesen fellengzősnek, gyermekien megrendültnek is.

## Esti Kornél rímei
Kosztolányi időnként bökverseket is írt, játékból. Esti Kornél bökverseit is megírta.
Íme egy:
Budapest!
Itt éltem én! Lelkek közt! Csupa lélek!
Csupa test!
Kávéház! Mámor! Lángokban leszálló
csuda-est!
Csak az gyűlölhet, aki tompa, pudvás,
buta, rest!
Rimet reád még! Színt, mely életemre
odafest!
Ha meghalok, mondjátok síromnál:
Budapest.

## Feldolgozások
- Esti Kornél csodálatos utazása (film, 1994). Rendező: Pacskovszky József, főbb szereplők: Máté Gábor, Erdély Mátyás, Igó Éva, Németh Gabriella.
- Esti Kornél (színdarab, 2022, Fém Színház). Rendező: Cziczó Attila, címszereplő: Stubnya Béla